# Umowa Fajsal-Weizman
Umowa Fajsal-Weizman – została podpisana 3 stycznia 1919 przez emira Fajsala I (syn króla Hidżazu) i Chaima Weizmana (przedstawiciel Światowej Organizacji Syjonistycznej) jako część Konferencji pokojowej w Paryżu. Umowa dotyczyła rozstrzygnięcia sporów na Bliskim Wschodzie powstałych po zakończeniu I wojny światowej. Było to krótkotrwałe porozumienie arabsko-żydowskie w zakresie ustanowienia ojczyzny dla narodu żydowskiego w Palestynie i rozwoju narodu arabskiego na Bliskim Wschodzie.

## Tło historyczne

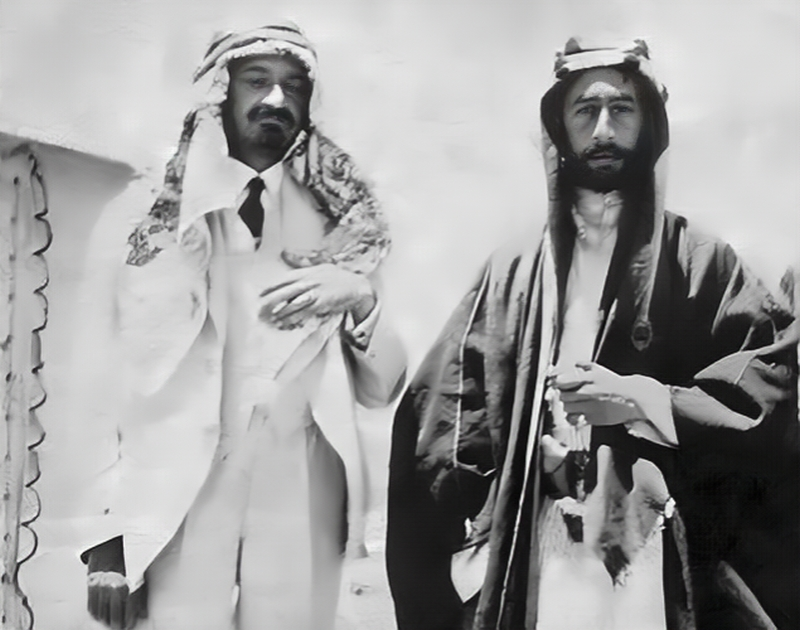
Chaim Weizman i Fajsal I, 1918

Podczas I wojny światowej Brytyjczycy starali się za wszelką cenę pozyskać sojuszników do walki z Imperium osmańskim na Bliskim Wschodzie. W korespondencji prowadzonej pomiędzy brytyjskim wysokim komisarzem Egiptu sir Henry McMahonem a szarifem Mekki Husajnem, korona brytyjska zgodziła się „poprzeć arabskie dążenia niepodległościowe” w Imperium osmańskim. McMahon obiecał Husajnowi kontrolę nad większością arabskich ziem na Bliskim Wschodzie, z wyjątkiem „części Syrii leżącej na zachód od dzielnic Damaszku, Hims, Hama i Aleppo”. Leżąca na południe od tych terenów Palestyna nie została przy tym wyraźnie wymieniona, natomiast pas wybrzeża należący do dzisiejszego Libanu miał pozostać pod kontrolą Francji. W zamian Arabowie zgodzili się przyłączyć do wojny przeciwko Turkom. Równocześnie Brytyjczycy i Francuzi zawarli 16 maja 1916 tajną umowę Sykes-Picot, w której podzielili terytorium Bliskiego Wschodu na swoje strefy wpływów. Umowa ta umożliwiała umiędzynarodowienie obszaru Palestyny. Następnie 2 listopada 1917 brytyjski minister spraw zagranicznych Arthur Balfour złożył deklarację Balfoura, w której wyrażał brytyjskie poparcie dla utworzenia w Palestynie „żydowskiej siedziby narodowej”. W ten sposób zaistniały dwie częściowo sprzeczne z sobą brytyjskie obietnice, na podstawie których zarówno Żydzi, jak i Arabowie byli przekonani, że Wielka Brytania obiecała im utworzenie niepodległego państwa w Palestynie.
W wyniku walk toczonych w latach 1917–1918 Brytyjczycy pokonali wojska tureckie i zajęli całość terytorium Palestyny, Syrii i Libanu. Do końca wojny obszar ten pozostawał pod brytyjską administracją wojskową. W grudniu 1917 szarif Said Husajn ibn Ali odwiedził Rosję, gdzie dowiedział się o brytyjsko-francuskiej umowie Sykes-Picot. Został jednak uspokojony nieszczerymi telegramami sir Reginalda Wingate’a, który zapewnił go, że brytyjski rząd wywiąże się ze swoich zobowiązań względem Arabów, a umowa Sykes-Picot jest tylko nieformalnym porozumieniem z Francją. Według historyka Izajasza Friedmana, Husajn nie oburzył się na deklarację Balfoura i 23 marca 1918 w dzienniku „Al-Kibla” wydawanym w Mekce oświadczył, że Palestyna była „świętą i umiłowaną ojczyzną swoich oryginalnych synów, Żydów; ci powracający do ojczyzny wygnańcy okażą się materialną i duchową szkołą dla swoich [arabskich] braci.” Wezwał także arabską ludność w Palestynie, aby powitała Żydów jako braci i współpracowała z nimi dla wspólnego dobra.
Cała ta sytuacja spowodowała, że 4 czerwca 1918 syn szarifa Husajna, emir Fajsal I spotkał się po raz pierwszy z przedstawicielem Światowej Organizacji Syjonistycznej, Chaimem Weizmanem. Do spotkania doszło w Akabie. Jego celem było nawiązanie współpracy w celu wsparcia żydowskiego osadnictwa w Palestynie w zamian za poparcie koncepcji utworzenia zjednoczonego państwa arabskiego. Weizman zapewnił przy tym Fajsala, że „Żydzi nie zaproponują utworzenia własnego rządu, ale chcą pracować pod brytyjską ochroną na rzecz kolonizacji i rozwoju Palestyny, bez naruszania wszelkich uzasadnionych interesów”. Pragnienia niepodległościowe palestyńskich Arabów miały być ignorowane, a nawet obaj politycy wydawali się traktować ich z pewną pogardą. Weizman nazwał ich „zdradliwymi”, „aroganckimi”, „niewykształconymi” i „chciwymi”, oraz poskarżył się, że Brytyjczycy „nie wzięli pod uwagę faktu, że istnieje zasadnicza jakościowa różnica pomiędzy Żydem i Arabem”. Po spotkaniu, Weizman powiedział, że emir Fajsal był „pogardliwy wobec palestyńskich Arabów, których nawet nie uznawał za Arabów”.

## Podpisanie umowy

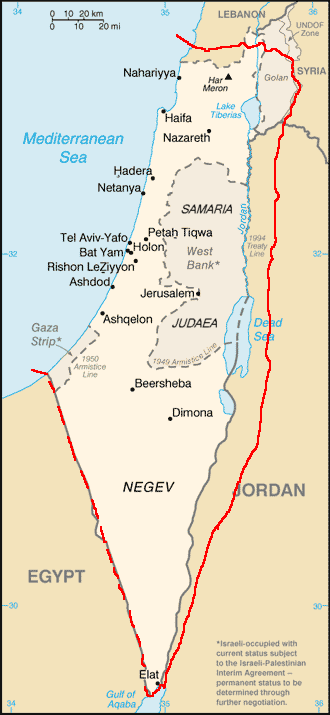
Granice Palestyny jako obszaru żydowskiego osadnictwa wyznaczone podczas Konferencji pokojowej w Paryżu na podstawie umowy Weizman-Fajsal, 1919 (granice wyrysowano na mapie ze współczesnymi granicami państwowymi)

Do drugiego spotkania Weizmana z emirem Fajsalem doszło pod koniec 1918 w Londynie, podczas przygotowań do Konferencji pokojowej w Paryżu. Fajsal powiedział wówczas: 
„Dwie główne gałęzie rodziny semickiej, Arabowie i Żydzi, zrozumieli się nawzajem, i mam nadzieję, że w wyniku wymiany poglądów na konferencji pokojowej, którą będą kierować ideały samostanowienia narodowego, każdy naród będzie mógł zrobić zdecydowany postęp w kierunku realizacji swoich aspiracji. Arabowie nie zazdroszczą syjonistycznym Żydom i zamierzają ich uczciwie traktować, i syjonistyczni Żydzi zapewnili nacjonalistycznych Arabów o swoich zamiarach i też mają uczciwie postępować. Tureckie intrygi w Palestynie wzbudziły zazdrość między żydowskimi osadnikami i miejscowymi chłopami, ale wzajemne zrozumienie celów Arabów i Żydów od razu usunie ostatni ślad dawnej goryczy, który w rzeczywistości już praktycznie zniknął podczas ostatnich dwóch lat arabskich wojen w Syrii i innych arabskich sukcesów militarnych”.
3 stycznia 1919 podpisali oni pisemną umowę, w której obie strony zobowiązały się do pokojowej współpracy w Palestynie. Chaim Weizman podpisał się w imieniu Światowej Organizacji Syjonistycznej, natomiast emir Fajsal w imieniu swojego ojca, króla Hidżazu Husajna.

## Tekst umowy
Umowa między Emirem Fajsalem i dr. Weizmanem
3 stycznia 1919
Jego Królewska Wysokość Emir Fajsal, reprezentujący i działający w imieniu Arabskiego Królestwa Hidżaz, i dr Chaim Weizman, reprezentujący i działający w imieniu Organizacji Syjonistycznej, pamiętając o rasie, pokrewieństwie i starożytnych obligacjach istniejących między Arabami i Żydami, i wiedząc, że najpewniejszym sposobem na osiągnięcie naturalnych dążeń jest najściślejsza współpraca w rozwoju Arabskiego Państwa i Palestyny, pragnąc dalszego potwierdzenia dobrego zrozumienia jakie istnieje między nimi, zgodzili się na, co następuje:
Artykuł I. Państwo Arabskie i Palestyna we wszystkich swoich relacjach i przedsięwzięciach będą kierować się najbardziej serdeczną życzliwością i zrozumieniem, i w tym celu powinni być utworzeni i utrzymywaniu w pewnych obszarach Arabscy i Żydowscy akredytowani agenci.
Artykuł II. Zaraz po zakończeniu obrad Konferencji Pokojowej, powinny być określone przez Komisję, przy uzgodnieniu z obu stronami, konkretne granice między Państwem Arabskim i Palestyną.
Artykuł III. Przy tworzeniu Konstytucji i Administracji w Palestynie, zostaną podjęte wszystkie środki aby stworzyć jak najpełniejsze gwarancje wprowadzenia w życie Deklaracji Brytyjskiego Rządu z 2 listopada 1917.
Artykuł IV. Zostaną podjęte wszystkie niezbędne działania, aby zachęcić i stymulować imigrację Żydów do Palestyny na wielką skalę, i jak najszybciej rozstrzygnąć sprawy Żydowskich imigrantów poprzez rozwój ścisłego osadnictwa i intensywnych upraw gleb. Podejmując takie środki Arabscy chłopi i dzierżawcy podlegają ochronie prawnej, i pomagają w rozwoju gospodarczym.
Artykuł V. Brak regulacji lub przepisów prawa zakazujących lub ingerujących w jakikolwiek sposób ze swobodne korzystanie z religii, a ponadto, musi być dozwolone bez dyskryminacji lub preferencji praktykowanie i korzystanie z zawodów religijnych. Kontrola przekonań religijnych nie może być wymagana do posiadania praw obywatelskich i politycznych.
Artykuł VI. Muzułmańskie Miejsca Święte muszą być pod kontrolą Mahometan.
Artykuł VII. Organizacja Syjonistyczna proponuje wysłać do Palestyny Komisję ekspertów do dokonania przeglądu możliwości ekonomicznych kraju i sprawdzenia najlepszych środków do jej rozwoju. Organizacja Syjonistyczna odda wspomnianą Komisję do dyspozycji Arabskiego Państwa w celu zbadania ekonomicznych możliwości Arabskiego Państwa i sprawdzenia najlepszych środków do jego rozwoju. Organizacja Syjonistyczna dołoży starań, aby wspierać Arabskie Państwo w zapewnieniu środków do rozwoju zasobów naturalnych i możliwości ekonomicznych.
Artykuł VIII. Strony niniejszej umowy zgadzają się działać w całkowitej zgodzie i harmonii we wszystkich sprawach przed Kongresem Pokojowym.
Artykuł IX. Wszelkie sprawy sporne mogące wyniknąć między umawiającymi się stronami będą kierowane do brytyjskiego rządu pod arbitraż.
Podpisane w Londynie, 3 stycznia 1919.
Chaim Weizman, Fajsal Ibn-Husejn.
Zastrzeżenie Emira Fajsala
Jeśli Arabskie oczekiwania zostaną zaspokojone, jak o to poprosiłem w moim manifeście z dnia 4 stycznia, skierowanym do Brytyjskiego Sekretarza Stanu Spraw Zagranicznych, będę przestrzegał tego co jest zapisane w tej umowie. W przypadku wprowadzenia zmian, nie mogę być odpowiedzialny za brak realizacji tego porozumienia.

## Konsekwencje i następstwa
Umowa przetrwała jedynie kilka miesięcy, ponieważ decyzje konferencji pokojowej w Paryżu odmówiły Arabom niepodległości. Emir Fajsal czuł się oszukany, ponieważ zachodnie mocarstwa postanowiły, zgodnie z układem Sykes-Picot, podzielić terytorium Bliskiego Wschodu na dwa mandaty: francuski Mandat Syrii i Libanu i brytyjski Mandat Palestyny. Fajsal wkrótce zaczął wyrażać wątpliwości do dalszych perspektyw współpracy z ruchem syjonistycznym i 8 marca 1920 został koronowany na króla Wielkiej Syrii, którym ogłosił go syryjski Kongres Narodowy. Jedynie Weizman uważał umowę za obowiązującą. W 1947 powiedział: 
„Umowa zawierała również postscriptum. Ten dopisek dotyczy zastrzeżenia króla Fajsala, że będzie przestrzegał wszystkich obietnic tego dokumentu, gdy zostaną spełnione jego żądania, a mianowicie, niepodległość państw arabskich. Uważam, że oczekiwania króla Fajsala zostały obecnie spełnione. Państwa arabskie są niezależne, a więc warunek, od którego zależało spełnienie tej umowy, został spełniony. Dlatego ta umowa, pod każdym względem, powinna być obecnie ważnym dokumentem.”